# Luis Rayo
Luis Martín Rayo (Badajoz, Extremadura; 5 de abril de 1906-Hoyo de Manzanares, Comunidad de Madrid; 19 de octubre de 1930),
conocido como Luis Rayo o Rayito, fue un boxeador español y argentino profesional de peso ligero que debutó el 5 de mayo de 1924 contra el argentino Alejandro Couto.
A lo largo de su carrera, Luis Rayo ha sido campeón de España, campeón de Europa EBU y campeón de Sudamérica.

## Biografía y trayectoria profesional

### Inicios
Se trasladó con su familia a Buenos Aires a la edad de 2 años, donde pasaría la mayor parte de su vida.
Pasó su infancia entre España y Argentina a las que amaba por igual, siendo conocido como hispano argentino o argentino español indiferentemente. Inteligente, culto, noble y extremadamente educado, su fama trascendió rápidamente el boxeo para convertirse en un ejemplo social y mediático.
Muy alto para su categoría, pues medía 1,75 metros, fue uno de los grandes boxeadores que ha dado España. De adolescente montó en los sótanos del negocio de su padre un precario ring para poder entrenar, logrando el título de Campeón del peso mosca del Club Policial de Buenos Aires.
En sus comienzos como amateur, trabajaba para la casa de neumáticos Dunlop, tarea que dejó cuando se hizo profesional. En tres años, de 1924 a 1927, tomó parte en 33 combates y sólo perdió tres, logrando la victoria en los correspondientes encuentros de desquite.

### Ascenso
En 1926 vence por puntos al francés Lucien Vinez, campeón de Europa de los ligeros, y, seguidamente hace las maletas y se traslada a España, con el propósito de conseguir un nuevo encuentro con Vinez, valedero para el título. En España se enfrenta a Fallone, Tomás Cola, Ángel Tejero y Pedro Antonio; pierde por puntos ante Tomás Cola y noquea a los tres restantes.
El 3 de agosto de 1927, en una noche maravillosa de inspiración, Luis Rayo arrebata la corona continental del peso ligero a Lucien Vinez, ganándole 14 asaltos de los 15 disputados en el antiguo campo del Gràcia Football Club de Barcelona.
El 19 de octubre del mismo año, Luis Rayo revalida el título derrotando por amplísimo margen de puntos a Tomás Cola, que, a su vez, pierde en el “mach” la diadema española de la categoría.
Luis Rayo ha alcanzado el apogeo de su carrera, el cénit de su arte, el vértice de su potencia. Regresa a Buenos Aires, y, al verano siguiente, vuelve a España: gana en Buenos Aires al italiano Venturi, y pierde, al límite, frente a Justo Suárez, el famoso y malogrado “Torito de Mataderos”. Por dicho combate se embolsó la astronómica bolsa de 25.869,60 dólares, unos 2 millones de euros de 2021.
Como profesional logró 30 victorias contra 6 derrotas, además de 3 combates nulos. Es necesario señalar que todos sus enfrentamientos fueron durísimos, sólo prestándose a combatir contra adversarios similares o más fuertes que él. El mismo Rayo decía que prefería la media distancia porque le gustaba mucho más atacar que defender..

### Fallecimiento
Tras el fatídico fallecimiento de su padre en Buenos Aires, donde resultó atropellado, volvió a su España natal. 
La estancia del Luis Rayo en Hoyo de Manzanares fue su postrer residencia en este mundo. Ya que intuyendo un rápido final llegó a mediados de agosto de 1930 desde Buenos Aires al importantísimo sanatorio antituberculoso que acogía a dolientes de enfermedades respiratorias, como fue el famoso caso de Camilo José Cela .
La primavera anterior se había enfrentado victoriosamente al useño Babe Herman, que en una nefasta acción antideportiva le golpeó cuando Luis ya se estaba retirando a su esquina después de finalizar un asalto. Esto le provocó una herida interna por la rotura de una costilla que resultó fatal.
Falleció el 19 de Octubre de 1930, causando honda conmoción en el mundo deportivo, a la edad de 24 años, truncándose su incipiente carrera, así como su familia, pues ya tenía un hijo con su esposa.
Fue por decisión de su viuda, la actriz Pilar Garrido, que se le enterró en el cementerio hoyense.
La dolida afición argentina realizó espontáneamente una recaudación pública para homenajearle, que fue recogida por el diario La República, encargándose la hermosa placa fundida que hoy sigue adornando su tumba. 
Reza así:
Luis Rayo, gran púgil y caballero. Los aficionados argentinos, por intermedio del diario La República. Buenos Aires. MCMXXX.